# 希拉克贝勒维
希拉克贝勒维（法語：Chirac-Bellevue，法語發音：[ʃiʁak bɛlvy]）是法国科雷兹省的一个市镇，属于于塞勒区。

## 地理
希拉克贝勒维（45°27'5"N, 2°18'19"E）面积20.65 平方千米，位于法国新阿基坦大区科雷兹省，该省份为法国中南部省份，北起上维埃纳省和克勒兹省，西接多爾多涅省，南至洛特省，东临多姆山省和康塔爾省。
与希拉克贝勒维接壤的市镇（或旧市镇、城区）包括：利日尼亚克、梅斯特、讷维克、帕利斯、圣埃蒂安拉热内斯特、圣埃克叙佩里-莱罗什、圣玛丽拉帕努兹、圣维克图尔、瓦列尔格。

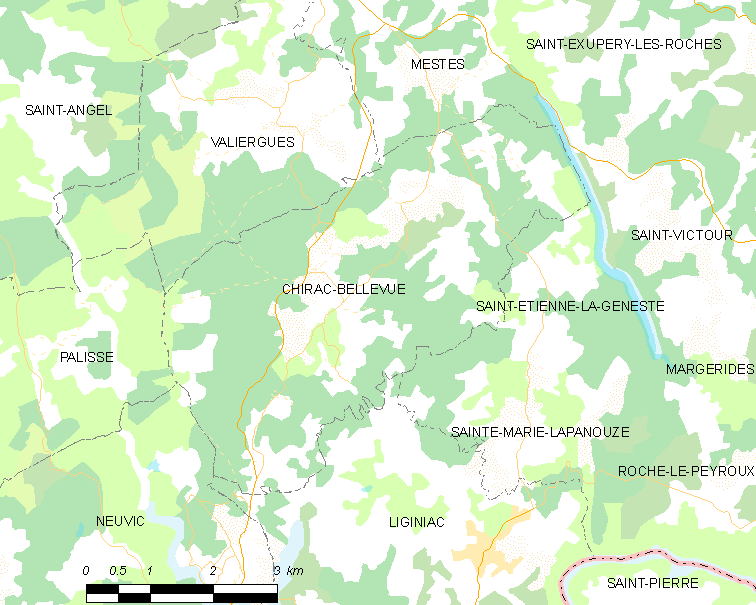
希拉克贝勒维的OSM定位图

希拉克贝勒维的时区为UTC+01:00、UTC+02:00（夏令时）。

## 行政
希拉克贝勒维的邮政编码为19160，INSEE市镇编码为19055。

## 政治
希拉克贝勒维所属的省级选区为上多尔多涅县。

## 人口

1962-2008年间希拉克贝勒维人口变化图示

希拉克贝勒维于2022年1月1日时的人口数量为277人。